# Прыжки в воду на чемпионате мира по водным видам спорта 2025
Соревнования по прыжкам в воду на чемпионате мира 2025 года в Сингапуре пройдут со 26 июля по 3 августа. На соревнованиях будет разыграно 13 комплектов наград, включая 3 комплекта наград в смешанных соревнованиях.
Программа соревнований по прыжкам в воду по сравнению с чемпионатом мира 2024 года в Дохе не изменилась. Спортсмены из России и Беларуси примут участие в соревнованиях в нейтральном статусе, в том числе в синхронных прыжках и в командном турнире, соблюдая принцип принадлежности к одному гражданству.

## Медалисты

### Мужчины
| Дисциплина                       | Золото                                        | Серебро                                                         | Бронза                                             |
| Трамплин 1 м                     | Чжэн Цзююань — 443.70 Китай                   | Осмар Ольвера — 429.60 Мексика                                  | Ян Сию — 405.50 Китай                              |
| Трамплин 3 м                     | Осмар Ольвера — 529.55 Мексика                | Цао Юань — 522.70 Китай                                         | Ван Цзунъюань — 515.55 Китай                       |
| Вышка 10 м                       | Кэссиел Руссо — 534.80 Австралия              | Алексей Середа — 515.20 Украина                                 | Рандаль Вильярс — 511.95 Мексика                   |
| Трамплин 3 м — синхронные прыжки | Китай — 467,31 · Ван Цзунъюань · Чжэн Цзююань | Мексика — 449,28 · Хуан Мануэль Селая · Осмар Ольвера           | Великобритания — 405,33 · Энтони Хардинг · Джек Ло |
| Вышка 10 м — синхронные прыжки   | Китай — 429,63 · Чэн Цзилун · Чжу Цзыфен      | Нейтральные спортсмены B— 428,70 Никита Шлейхер Руслан Терновой | США — 410,70 · Джошуа Хедберг · Карсон Тайлер      |

### Женщины
| Дисциплина                       | Золото                                    | Серебро                                                       | Бронза                                   |
| Трамплин 1 м                     | Мэдисон Кини — 308.00 Австралия           | Ли Яцзе — 290.25 Китай                                        | Кьяра Пеллакани — 270.80 Италия          |
| Трамплин 3 м                     | Чэнь Ивэнь — 389.70 Китай                 | Чэнь Ия — 356.40 Китай                                        | Кьяра Пеллакани — 323.20 Италия          |
| Вышка 10 м                       | Чэнь Юйси — 430.50 Китай                  | Паулин Пфайф — 367.10 Германия                                | Се Пэйлин — 358.20 Китай                 |
| Трамплин 3 м — синхронные прыжки | Китай — 325.20 · Чэнь Ия · Чэнь Ивэнь     | Великобритания — 298.35 · Ясмин Харпер · Скарлетт Мью Дженсен | Мексика — 294.36 · Лия Куэва · Мия Куэва |
| Вышка 10 м — синхронные прыжки   | Китай — 349,26 · Чэнь Юйси · Чжан Миньцзе | Мексика — 304,80 · Габриела Агундес · Алехандра Эстудильо     | КНДР — 293,34 · Чо Джин Ми · Ким Ми Хва  |

### Смешанные командные дисциплины
| Дисциплина                                         | Золото                                                          | Серебро                                                                                 | Бронза                                                              |
| Трамплин 3 м                                       | Италия — 308,13 · Маттео Санторо · Кьяра Пеллакани              | Австралия — 307,26 · Кэссиел Руссо · Мэддисон Кини                                      | Китай — 305,70 · Чэн Цзилун · Ли Яцзе                               |
| Вышка 10 м                                         | Китай — 323,04 · Чжу Юнсинь · Се Пэйлин                         | КНДР — 322,98 · Чхо Ви Хён · Чо Джин Ми                                                 | Нейтральные спортсмены B — 311,88 Александр Бондарь Анна Конаныхина |
| Командные соревнования (трамплин 3 м и вышка 10 м) | Китай — 466,25 · Чэн Цзилун · Чэнь Ивэнь · Цао Юань · Чэнь Юйси | Мексика — 426,30 · Осмар Ольвера · Рандаль Вильярс · Алехандра Эстудильо · Сьянья Парра | Япония — 409,65 · Рео Нисида · Со Сакаи · Рин Кането · Саяка Миками |

## Медальный зачёт
*   Принимающая страна (Катар)
| Место           | Страна                   | Золото | Серебро | Бронза | Всего |
| --------------- | ------------------------ | ------ | ------- | ------ | ----- |
| 1               | Китай                    | 9      | 3       | 4      | 16    |
| 2               | Австралия                | 2      | 1       | 0      | 3     |
| 3               | Мексика                  | 1      | 4       | 2      | 7     |
| 4               | Италия                   | 1      | 0       | 2      | 3     |
| 5               | Нейтральные спортсмены B | 0      | 1       | 1      | 2     |
| 5               | Великобритания           | 0      | 1       | 1      | 2     |
| 5               | КНДР                     | 0      | 1       | 1      | 2     |
| 8               | Германия                 | 0      | 1       | 0      | 1     |
| 8               | Украина                  | 0      | 1       | 0      | 1     |
| 10              | США                      | 0      | 0       | 1      | 1     |
| 10              | Япония                   | 0      | 0       | 1      | 1     |
| Всего стран: 11 | Всего стран: 11          | 13     | 13      | 13     | 39    |

### Комментарии
1. 1 2 3  В соответствии с санкциями, введёнными после российского вторжения в Украину, спортсменам из России было запрещено использовать наименование своей страны, флаг и гимн. Вместо этого они участвовали как «Нейтральные спортсмены B (NAB)» под флагом Международной федерации плавания.

## Правила соревнований
Индивидуальные соревнования (кроме состязаний на метровом трамплине) проводятся в 3 этапа: предварительный раунд, полуфинал и финал. В полуфинал проходят спортсмены, занявшие 1-18 места, а 12 лучших прыгунов в воду участвуют в финальном раунде. Во всех видах соревнований женщины совершают 5 прыжков, а мужчины — 6. Победитель определяется по наибольшей сумме баллов, набранных за прыжки.
Соревнования в синхронных прыжках проходят в 2 этапа: предварительный раунд и финал. В финал проходят 12 лучших команд. Соревнования состоят из двух раундов: обязательные прыжки (2 прыжка с коэффициентом трудности 2,0) и произвольная программа (4 прыжка с выбранным коэффициентом трудности). Победитель определяется по наибольшей сумме баллов, набранных за прыжки.
Командное первенство состоит из шести раундов. В команде от страны-участницы 2 прыгуна в воду: мужчина и женщина. Каждый из них прыгает в воду три раза (всего 6 прыжков, которые идут в зачёт). Обязательная программа состоит из первых двух раундов финальных соревнований: каждый спортсмен должен совершить один прыжок с трамплина или с вышки (коэффициент трудности прыжка — 2,0). С третьего раунда спортсмены прыгают с того снаряда, на котором они специализируются. Победитель определяется по наибольшей сумме баллов, набранных за прыжки.